# 東陽徳輝
東陽徳輝（とうよう てひ、生没年不詳）は、元代の禅傑。
生地・生年・俗姓ともに不詳。径山寺の晦機元煕の法嗣となり、百丈山の住持となった。元統3年（1335年）に恵宗の勅命により勅修百丈清規の編纂を行った。法嗣には中巌円月がいる。